# زنگ‌های عروسی
زنگ‌های عروسی (به انگلیسی: Wedding bells) فیلمی هندی محصول سال ۲۰۰۱ و به کارگردانی آژاگام پرومال است. در این فیلم بازیگرانی همچون رانگاناتان مدهوان، جیوتیکا، مورالی، دلی کومار و کالپانا ایفای نقش کرده‌اند.